# За чертой (альбом)
«За черто́й» — пятый студийный альбом российской хеви-метал группы «Август», который вышел на лейбле Metalism Records 4 ноября 2010 года.

## Список композиций
| №   | Название                    | Текст песни | Музыка      | Длительность |
| --- | --------------------------- | ----------- | ----------- | ------------ |
| 1.  | «Тоннель»                   | А. Аникин   | О. Гусев    | 3:32         |
| 2.  | «Наша жизнь»                | П. Колесник | П. Колесник | 4:42         |
| 3.  | «Один»                      | П. Колесник | П. Колесник | 4:24         |
| 4.  | «Мир без любви»             | П. Колесник | П. Колесник | 4:24         |
| 5.  | «Злодейка ночь»             | П. Колесник | П. Колесник | 6:10         |
| 6.  | «Чёрный ворон»              | А. Романов  | О. Гусев    | 3:52         |
| 7.  | «Измени своё завтра»        | П. Колесник | М. Терехов  | 6:02         |
| 8.  | «Пусть будет так»           | П. Колесник | П. Колесник | 6:04         |
| 9.  | «Новый бой»                 | П. Колесник | А. Козарез  | 4:42         |
| 10. | «Кто с нами»                | П. Колесник | В. Густов   | 3:59         |
| 11. | «И капает кровь...» (бонус) | С. Романов  | П. Колесник | 3:49         |

## Участники записи

### Основной состав
- Павел Колесник — вокал
- Андрей Дятлов — лид-гитара
- Сергей Титов — гитара
- Эдуард Гаврилов — бас-гитара
- Сергей Дойков — ударные
- Андрей Курбатов — клавишные

### Приглашённые участники
- Михаил Нахимович — вокал (11)